# Juan Ramos
Juan Manuel Ramos Pintos, conosciuto semplicemente come Juan Ramos (Montevideo, 1º settembre 1996), è un calciatore uruguaiano, difensore del Plaza Colonia.

## Caratteristiche tecniche
Terzino sinistro, che all'occasione come esterno o ala sinistra, possiede un ottimo temperamento e doti atletiche invidiabili.

## Carriera

### Inizi e Catania
Nato a Montevideo, inizia la propria carriera calcistica nella formazione locale del Montevideo Wanderers. Notato dagli osservatori del Catania, il 31 gennaio 2014 si trasferisce in Italia. Dopo una prima stagione nella quale non riesce a trovare spazio, nella seconda diventa un punto di riferimento della squadra primavera, contribuendo al raggiungimento del sesto posto in classifica. Nel corso della stagione riesce a trovare anche spazio in prima squadra, con la quale debutta dapprima, il 10 agosto 2015, subentrando ad Andrea De Rossi, nella gara vinta a tavolino contro la SPAL, valida per il secondo turno di Coppa Italia. Il 23 dicembre seguente, debutta invece in Serie B nella gara persa di misura contro il Cittadella (3-2).
Conclude l'esperienza in Sicilia, totalizzando soltanto due presenze e senza andare a segno, rescindendo il 25 luglio 2016.

### Casertana
Il 27 luglio 2016, viene acquistato a titolo definitivo dalla Casertana, per 75.000 euro. Debutta con la nuova maglia, il 28 agosto seguente, nella sconfitta esterna contro il Melfi. Mentre mette a segno il primo gol con i rossoblù il 6 dicembre, nella vittoria esterna maturata contro il L.R. Vicenza. Durante la stagione diventa un punto fermo della difesa dei rossoblù, che a fine stagione riescono a raggiungere i play-off intergirone.

### Parma e i vari prestiti
Il 7 luglio 2017, si trasferisce a titolo definitivo al Parma, firmando un contratto triennale. A causa dell'inutilizzo nella prima parte del campionato, il 30 gennaio 2018, si trasferisce in prestito al Cosenza. Debutta pochi giorni dopo subentrando a Tommaso D'Orazio, nel pareggio maturato contro il Siracusa. Seppur trovando poco spazio conclude la stagione con 10 presenze totali, con la quale contribuisce alla promozione in Serie B del club.
Tornato al Parma, il 16 agosto 2018, viene rimandato in prestito stavolta al Trapani, ritornando in Sicilia dopo due anni. Debutta con i granata il 18 settembre successivo nella gara di campionato vinta per 3-0 sulla Reggina. Trova il primo gol undici giorni dopo, contribuendo alla vittoria casalinga sul Siracusa (2-1). A fine stagione dopo 19 presenze e una rete, viene promosso in Serie B, conquistando la seconda promozione consecutiva.

### Spezia
Il 4 luglio 2019, si trasferisce a titolo definitivo allo Spezia.
La prima stagione in Liguria si apre con il debutto l'11 agosto successivo nella larga vittoria contro la Pro Patria (5-0) nel secondo turno di Coppa Italia. Il 24 agosto debutta in Serie B, nella vittoria esterna contro il Cittadella per 0-3. A fine stagione è tra i protagonisti della promozione (per la prima volta) degli spezzini in Serie A, ed raggiunge inoltre il traguardo delle tre promozioni consecutive.
Il 27 settembre 2020, apre la seconda stagione con gli spezzini, debuttando in Serie A nella sconfitta contro il Sassuolo valida per la 1ª giornata di campionato. Nell'ottobre 2020 subisce un infortunio che lo costringe a stare fermo fino a gennaio, ritornando a giocare il 6 gennaio 2021 nella vittoria esterna contro il Napoli.

### Peñarol
Il 3 agosto 2021 fa ritorno in patria firmando per il Peñarol.

### Boston River
Il 5 gennaio 2024 si accasa al Boston River.

## Statistiche

### Presenze e reti nei club
Statistiche aggiornate al 17 novembre 2022.
| Stagione        | Squadra         | Campionato      | Campionato | Campionato | Coppe nazionali | Coppe nazionali | Coppe nazionali | Coppe continentali | Coppe continentali | Coppe continentali | Altre coppe | Altre coppe | Altre coppe | Totale | Totale |
| Stagione        | Squadra         | Comp            | Pres       | Reti       | Comp            | Pres            | Reti            | Comp               | Pres               | Reti               | Comp        | Pres        | Reti        | Pres   | Reti   |
| --------------- | --------------- | --------------- | ---------- | ---------- | --------------- | --------------- | --------------- | ------------------ | ------------------ | ------------------ | ----------- | ----------- | ----------- | ------ | ------ |
| 2014-2015       | Catania         | B               | 1          | 0          | CI              | 0               | 0               | -                  | -                  | -                  | -           | -           | -           | 1      | 0      |
| 2015-2016       | Catania         | LP              | 0          | 0          | CI+CI-LP        | 2+0             | 1+0             | -                  | -                  | -                  | -           | -           | -           | 2      | 1      |
| Totale Catania  | Totale Catania  | Totale Catania  | 1          | 0          |                 | 2               | 1               |                    | -                  | -                  |             | -           | -           | 3      | 1      |
| 2016-2017       | Casertana       | LP              | 33+3       | 1          | CI+CI-LP        | 0               | 0               | -                  | -                  | -                  | -           | -           | -           | 36     | 1      |
| 2017-gen. 2018  | Parma           | B               | 0          | 0          | CI              | 0               | 0               | -                  | -                  | -                  | -           | -           | -           | 0      | 0      |
| gen.-giu. 2018  | Cosenza         | C               | 8+2        | 0          | CI+CI-C         | 0+2             | 0               | -                  | -                  | -                  | -           | -           | -           | 12     | 0      |
| 2018-2019       | Trapani         | C               | 16+3       | 1          | CI+CI-C         | 0+1             | 0               | -                  | -                  | -                  | -           | -           | -           | 20     | 1      |
| 2019-2020       | Spezia          | B               | 15+3       | 0          | CI              | 1               | 0               | -                  | -                  | -                  | -           | -           | -           | 19     | 0      |
| 2020-2021       | Spezia          | A               | 6          | 0          | CI              | 2               | 0               | -                  | -                  | -                  | -           | -           | -           | 8      | 0      |
| Totale Spezia   | Totale Spezia   | Totale Spezia   | 21+3       | 0          |                 | 3               | 0               |                    | -                  | -                  |             | -           | -           | 27     | 0      |
| 2021            | Peñarol         | PD              | 12         | 0          | -               | -               | -               | CS                 | 3                  | 0                  | -           | -           | -           | 15     | 0      |
| 2022            | Peñarol         | PD              | 27         | 4          | CU              | 2               | 0               | CL                 | 4                  | 1                  | SU          | 1           | 0           | 34     | 5      |
| 2023            | Peñarol         | PD              | 0          | 0          | CU              | 0               | 0               | CL                 | 0                  | 0                  |             | -           | -           | 0      | 0      |
| Totale Peñarol  | Totale Peñarol  | Totale Peñarol  | 39         | 4          |                 | 2               | 0               |                    | 7                  | 1                  |             | 1           | 0           | 49     | 6      |
| Totale carriera | Totale carriera | Totale carriera | 129        | 6          |                 | 7               | 1               |                    | 7                  | 1                  |             | 1           | 0           | 144    | 8      |

## Palmarès

### Competizioni nazionali
- Campionato uruguaiano: 1

Peñarol: 2021
- Supercoppa uruguaiana: 1

Peñarol: 2022